# Пластмодерн
Компанія ТОВ "НВФ" Пластмодерн була заснована у 1991 році, групою провідних фахівців, українського науково-дослідного інституту УкрНДІпластмаш. 
На сьогодні, Пластмодерн має виробничу базу площею біля 10,000 квадратних метрів, і парк плівкових ліній, загальною продуктивністю 1500 тонн на місяць. Це означає, що Пластмодерн - найбільша компанія  України, з переробки полімерних матеріалів .
Продукція компанії використовується у всіх сферах діяльності, пов’язаних з індивідуальним та груповим пакуванням, в тому числі харчових продуктів, кондитерських виробів, напоїв, склотари, будівельних матеріалів, а також у сільському господарстві та будівництві.
Компанія  посіла третє місце в конкурсі бізнес-проектів ЄБРР , нагороджена дипломом переможця національного бізнес-рейтингу «Лідер галузі», дипломом за участь у міжнародній науково-практичній конференції «Стан та розвиток машинобудування, технологій у виробництві та переробці пластмас», дипломами за активну участь у виставках та ярмарках .
На Пластмодерні впроваджена та використовується система менеджменту якості у відповідності до міжнародного стандарту ISO 9001:2008.
Продукція, яку виробляє компанія:
1. Плівка термозбіжна [5]
2. Стретч-плівка [6]
3. Плівка теплична [7]
4. Плівка для упаковки, з кольоровим друком [8]
5. Системи крапельного зрошування [9]
6. Касети для вирощування розсади [10]
7. Плівка полівінілбутиральна [11]
8. Листи та стрічки з полістиролу [12]
9. Шифер [13]
10. Труби технічні [14]
11. Труби для водопостачання [15]

1. ↑  plastmodern. Пластмодерн (укр.). Процитовано 5 вересня 2018.
2. ↑  УКРНИИПЛАСТМАШ. www.ukrniiplastmash.com (рос.). Процитовано 5 вересня 2018.
3. ↑  нагороди. Архів оригіналу за 4 вересня 2018.
4. ↑  сертифікат якості (PDF). Архів оригіналу (PDF) за 23 грудня 2018.
5. ↑  плівка термозбіжна. Архів оригіналу за 5 вересня 2018.
6. ↑  стретч-плівка. Архів оригіналу за 1 вересня 2018.
7. ↑  плівка теплична. Архів оригіналу за 18 жовтня 2019.
8. ↑  Плівка з кольоровим друком. Архів оригіналу за 24 жовтня 2019.
9. ↑  системи крапельного зрошування. Архів оригіналу за 19 жовтня 2019.
10. ↑  касети для розсади. Архів оригіналу за 20 жовтня 2019.
11. ↑  плівка полівінілбутеральна. Архів оригіналу за 19 жовтня 2019.
12. ↑  полістирол. Архів оригіналу за 20 жовтня 2019.
13. ↑  шифер. Архів оригіналу за 21 жовтня 2019.
14. ↑  труби технічні. Архів оригіналу за 19 жовтня 2019.
15. ↑  труби для водопосточання. Архів оригіналу за 18 жовтня 2019.